# Esercito dei Mujaheddin
L'Esercito dei Mujaheddin è una coalizione di gruppi ribelli, creata nel contesto della guerra civile siriana, con l'obiettivo di combattere contro la formazione jihadista dello Stato Islamico dell'Iraq e Levante. Il nome deriva dalle formazioni islamiche afghane dei Mujaheddin le quali si opponevano alla occupazione Sovietica durante la Guerra in Afghanistan (1979-1989).
La nuova coalizione viene fondata il 2 gennaio 2014, nel corso della guerra interna tra le varie milizie ribelli che si oppongono al governo baathista di Bashar al-Assad.
L'Esercito dei Mujaheddin accusa lo Stato Islamico dell'Iraq e Levante di aver minato la sicurezza e la stabilità nelle aree a nord della Siria, conquistate dalle formazioni ribelli, e di aver imposto un regime islamista violento che ne aliena il sostegno popolare.
Le aree di combattimento dell'Esercito dei Mujaheddin sono principalmente i governatorati di Aleppo e Idlib, dove agisce in collaborazione con l'Esercito Siriano Libero e il Fronte Islamico. Il numero di miliziani è sconosciuto. Alcune stime contano più di 5.000 uomini. L'Esercito dei Mujaheddin, anche per ricercare l'appoggio popolare, non annovera tra le sue file combattenti stranieri. 
La coalizione è composta dai seguenti gruppi:
- Brigate Islamiche Nur al-Din al-Zanki (o Kataib Nour al-Din al-Zinki, KNDZ, o denominato Nureddin Zengi Movement), che sono la componente più numerosa, il cui leader è Sheikh Tawfiq Shahabuddin[6]
- Movimento Islamico al-Nur
- Gruppo Fastaqim Kama Umirt
- Divisione 19 dell'Esercito Siriano Libero [5]